# Pierre Louis Alphée Cazenave

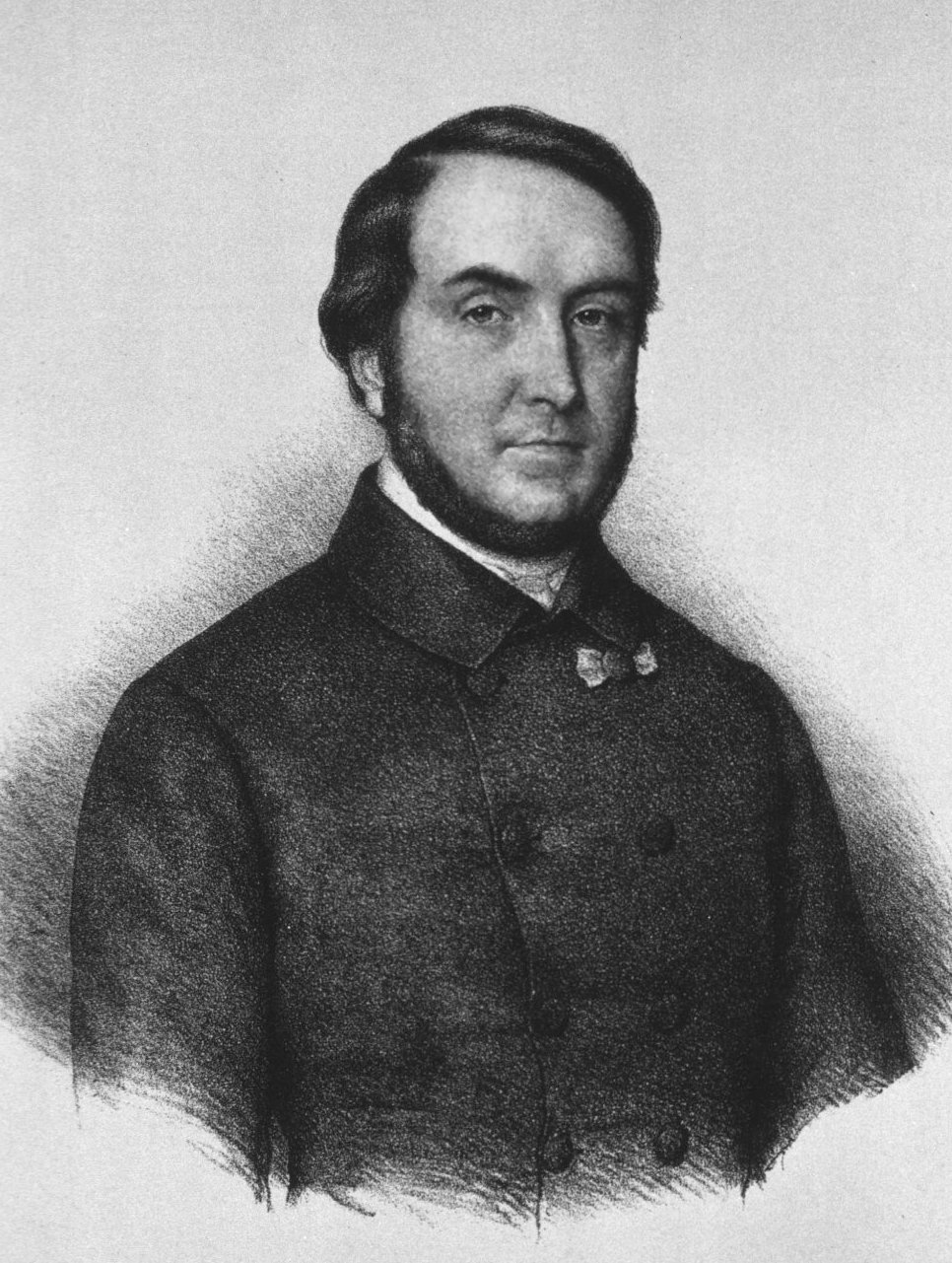
Pierre Louis Alphée Cazenave.

Pierre Louis Alphée Cazenave, född 1795, död 1877, var en fransk dermatolog. Han myntade också begreppet lupus erythematosus som en ovanlig sjukdom det som senare blev SLE.
Cazenave var författare till ett stort antal skrifter inom dermatologin, i vilka han bröt mot gamla teorier och spekulationer och istället lät kliniska iakttagelser komma till sin rätt.